# شاول زاينتز
شاول زاينتز (بالإنجليزية: Saul Zaentz)‏ (و. 1921 – 2014 م) هو منتج أفلام أمريكي، توفي في سان فرانسيسكو، عن عمر يناهز 93 عاماً، بسبب مرض آلزهايمر.

## التعليم
تعلم في جامعة روتجرز.

## الخدمة العسكرية
خدم في القوات البرية للولايات المتحدة.

## جوائز وترشيحات
حصل على جوائز منها:
- Irving G. Thalberg Memorial Award [الإنجليزية]‏
- جائزة الأوسكار لأفضل فيلم، عن عمل: أماديوس
- جائزة الأوسكار لأفضل فيلم، عن عمل: أحدهم طار فوق عش الوقواق
- جائزة زمالة الأكاديمية البريطانية لفنون السينما والتلفزيون
- جائزة الأوسكار لأفضل فيلم، عن عمل: المريض الإنجليزي.

ترشح لـ:
- جائزة الأوسكار لأفضل فيلم، عن عمل: أحدهم طار فوق عش الوقواق
- جائزة الأوسكار لأفضل فيلم، عن عمل: أماديوس
- جائزة الأوسكار لأفضل فيلم، عن عمل: المريض الإنجليزي.

## وصلات خارجية
- شاول زاينتز على موقع IMDb (الإنجليزية)
- شاول زاينتز على موقع ألو سيني (الفرنسية)
- شاول زاينتز على موقع ميوزك برينز (الإنجليزية)
- شاول زاينتز على موقع أول موفي (الإنجليزية)
- شاول زاينتز على موقع قاعدة بيانات الأفلام السويدية (السويدية)
- شاول زاينتز على موقع إن إن دي بي (الإنجليزية)
- شاول زاينتز على موقع ديسكوغز (الإنجليزية)
- شاول زاينتز على موقع قاعدة بيانات الفيلم (الإنجليزية)
- شاول زاينتز على موقع كينوبويسك (الروسية)